# 陳祖澤
陳祖澤，GBS，CBE，LVO，JP（1943年4月8日—），前香港政府高層官員，曾任教育及人力統籌司和副布政司等重要職位，現任香港科技大學副監督，載通國際控股有限公司副董事長，前香港賽馬會董事局主席。

## 背景
陳祖澤畢業於聖羅撒幼稚園（1947年）、聖羅撒學校（1953年）、九龍華仁書院（1953年至1959年，於1959年英文中學會考中考獲中文科「優」等，中國歷史與文學、英文、聖經以及生物科「良」等成績）以及喇沙書院（1959年至1961年，中六至中七預科），1961年至1964年入讀香港大學，取得英國文學學士學位（二級榮譽畢業）。陳祖澤曾於1964年至1978年，及1980年至1993年期間擔任公務員共27年，由1964年任職二級行政主任/助理貿易主任到1980年回歸公務員團隊任職丙級行政主任，1986年升為乙級行政主任，繼而逐步擢升至司級政務官，出任過多個職位，包括庫務司。在1978年至1980年離開政府工作期間，他加入新鴻基財務有限公司出任執行總監及總經理。1992年10月至1993年5月曾任行政局議員。
1993年，時任教育統籌司的陳祖澤以私人理由離開政府，並加入九龍巴士，出任董事長。年薪達1130萬港元。他亦出任路訊通控股有限公司主席，恒生銀行及粵海投資有限公司之獨立非執行董事。
陳祖澤亦擔任多項公職，1993年起擔任香港賽馬會董事，2006年8月獲選為香港賽馬會董事局主席，至2010年9月不再連任。2002年至2008年擔任香港科技大學第三任校董會主席。他亦曾任香港公益金第一副會長兼執行委員會主席，現任香港公益金名譽副會長。
陳祖澤於2007年1月1日起改為出任九巴及龍運巴士之高級執行董事。

## 個人生活
陳祖澤於1965年6月與黃氏（Agnes）在香港結婚，2人婚後育有1子1女。

## 名下馬匹
陳祖澤熱愛賽馬，是香港賽馬會會員，名下馬匹除了個人名下的真功夫、真有運、做得好、交得準、勤有功（Keep me busy）、上駿、馬精英、好運得福、好事必得之外，還有團體名下的神風、上風、健風、善風、再佔上風、乘風（風神團體名下）、馬戲、騎騎笑、射蚊騷、馬上贏、大把在手、好醒神、大把世界、大把籌碼、大把子彈、大把獎金（全勝團體名下）。

## 政府職位
- 港督私人秘書
- 副常務司
- 政府新聞處處長
- 副布政司
- 工商司
- 教育統籌司
- 庫務司

## 榮譽
- J.P. （官守）
- O.B.E. （1985年）
- L.V.O. （1986年）
- C.B.E. （1993年）
- J.P. （非官守，1994年7月11日）
- G.B.S. （1999年）
- 香港大學榮譽大學院士（2000年）
- 香港科技大學社會科學榮譽博士學位（2009年）
- 香港大學名譽社會科學博士學位（2011年）
- 嶺南大學榮譽社會科學博士學位（2012年）